# Antiguraleus subitus
Antiguraleus subitus is een slakkensoort uit de familie van de Mangeliidae. De wetenschappelijke naam van de soort is voor het eerst geldig gepubliceerd in 1954 door Charles Francis Laseron.